# Einar Mässeli
Einar Mässeli, född 4 januari 1898 i Säkäjärvi i Vederlax i Finland, död 4 december 1966 i Vederlax, var en finländsk längdåkare. Han var med i de olympiska vinterspelen 1928 i Sankt Moritz och kom på trettonde plats på 18 kilometer.